# Ksenia Starosielska
Ksenia Starosielska (ros. Ксения Старосельская, ur. 22 lutego 1937 w Moskwie, zm. 29 listopada 2017 tamże) – rosyjska tłumaczka.

## Życiorys
Tłumacz literatury polskiej na język rosyjski. W jej dorobku znajdują się między innymi tłumaczenia dzieł Ryszarda Kapuścińskiego, Henryka Sienkiewicza, Jerzego Andrzejewskiego, Tadeusza Konwickiego, Tadeusza Różewicza, Wiesława Myśliwskiego, Tadeusza Nowaka, Marka Hłaski, Stefana Chwina, Jerzego Pilcha, Pawła Huellego. Jest autorką recenzji i opracowań dotyczących literatury polskiej.
Zmarła 29 listopada 2017 w Moskwie po ciężkiej operacji serca.

## Ordery i odznaczenia
- Krzyż Oficerski Orderu Zasługi RP (2014)[3]
- Krzyż Kawalerski Orderu Zasługi RP

## Nagrody
- nagroda literacka ZAiKS-u dla tłumaczy (1990)[4]
- nagroda polskiego Pen Clubu
- Nagroda Instytutu Książki Transatlantyk za wybitne zasługi w promocji literatury polskiej (2008)[5][6]